# CA Pero Pinheiro
El CA Pero Pinheiro es un equipo de fútbol de Portugal que juega en la Liga Regional de Lisboa, la quinta categoría de fútbol en el país.

## Historia
Fue fundado el 7 de octubre de 1945 en la villa de Pero Pinheiro del consejo de Sintra en el distrito de Lisboa por un grupo de aficionados al voleibol creando un club multideportivo en el que sus deportes más exitosos son fútbol y ciclismo.
El club participó en siete temporadas en la desaparecida Tercera División de Portugal entre las décadas de los años 1970s y finales de 1980s, aunque la mayor parte de su historia han jugado en las divisiones regionales.

## Palmarés
- Liga Regional de Lisboa: 3

1987/88, 2016/17, 2019/20
- Segunda Liga de Lisboa: 1

1970/71
- Tercera Liga de Lisboa: 1

1950/51
- Copa de Honra de Lisboa: 1

1994/95